# 亞羅申卡
48°56′35″N 28°14′19″E / 48.94306°N 28.23861°E
亞羅申卡（烏克蘭語：Ярошенка），是烏克蘭的村落，位於該國西南部文尼察州，由日梅林卡區負責管轄，面積0.65平方公里，海拔高度284米，2001年人口99，人口密度每平方公里153.49人。